# Древнейшая профессия

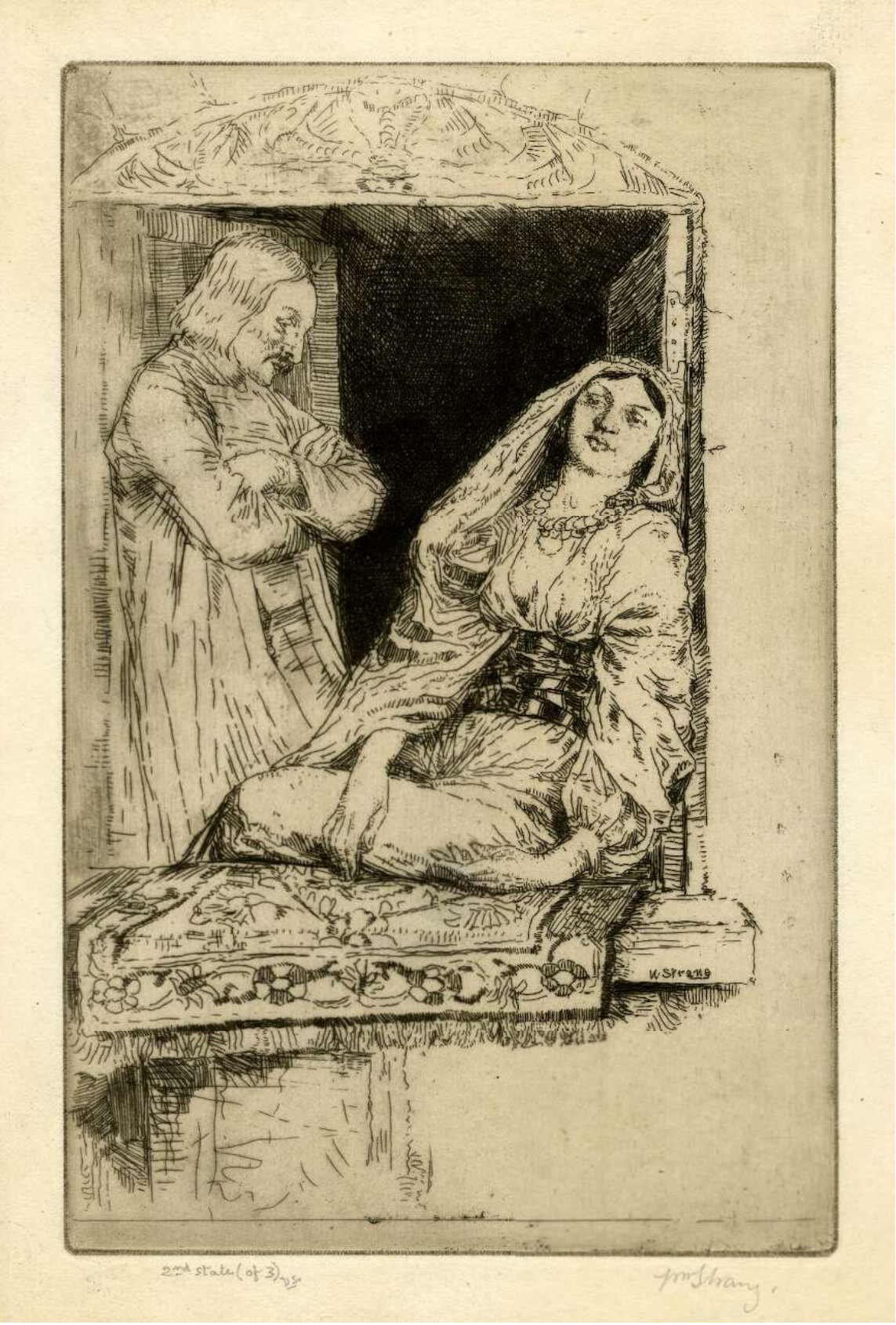
Лалун. У. Стрэнг. 1900. Офорт

Древнейшая профессия — идиоматическое словосочетание с отрицательным оттенком. Возникло в английском языке в XVII веке, в XX веке стало эвфемизмом для проституции.

## Происхождение
Словосочетание англ. oldest profession возникло в XVI веке в контексте возвращения к утраченной вере в атмосфере религиозных конфликтов при переходе к Вестфальской системе международных отношений, при этом англ. profession обозначало «исповедание [веры]». Так, рекомендация 1560 года допускала возврат протестантских священников в лоно католицизма, если они покинут своих жён и англ. will return to their oldest profession. Уже в XVII веке англ. profession стала обозначать в том числе сомнительные занятия и дурные привычки, к которым человек возвращался. Первым известным использованием фразы в форме англ. the most ancient profession считается пьеса Маргарет Кавендиш англ. The sociable companions (1668 год), где солдаты декларируют, что «грабить, сражаться и убивать — вот древнейшая профессия».
С XVIII века понятие «древней профессии» раздвоилось: с одной стороны, оно стало охватывать тех, кого мы сегодня называем «профессионалами» (например, врачей и адвокатов), указывая на их независимость от религиозных законов и государственных структур. С другой стороны, понятие продолжало включать такие малоуважаемые занятия как попрошайничество, воровство, пиратство, актёрство.
В течение XIX века словосочетание «древнейшая профессия» продолжало применяться ко многим занятиям, включая садоводство (которым занимался ещё Адам) и убийства (аллюзия к Каину). При этом ещё в 1875 году занятие «древней профессией» в приложении к женщинам могло означать женщин, освоивших новую тогда для них профессию врача.
Современное значение пришло с произведением Р. Киплинга «В городской стене» (англ. On the City Wall, сборник рассказов «Чёрное и белое», 1889 год), где появляется куртизанка Лалун (англ. Lalun, «Лалан» в переводе М. Клягиной-Кондратьевой). Эпитет произведения взят из Книги Иисуса Навина (Ветхий Завет, Нав. 2:15), описывающей блудницу Раав, которая помогла Навину захватить Иерихон, укрыв его шпионов. Первая же фраза характеризует Лалун как «представительницу самой древней в мире профессии», вторая фраза поясняет, что прародительницей Лалун была Лилит. Нигде более в рассказе род занятий Лалун не поясняется, ведь каждый и так это знает.
Именно в это время Киплинг превратился из журналиста в писателя (сборник был одной из книг, написанных с целью профинансировать переезд из Индии в Лондон) и неожиданно оказался в моде: читатели жаждали детальных описаний Востока с использованием экзотических слов и вычурных фраз, а пиратские издания его книг обеспечили широкое знакомство читателей с ними в США. При этом отсутствие договора об авторских правах между Великобританией и США вовлекло Киплинга в скандал со смехотворным гонораром от издательства Harper and Brothers (ныне Харпер Коллинз), выплеснувшимся на первые страницы американских газет и сделавшим Киплинга знаменитостью. В 1899 году Киплинг вновь употребил англ. the Ancient Profession, на этот раз для обозначения проституции при описании публичных домов Гонконга.
Поначалу употребление выражения в новом смысле предполагало знакомство читателя с произведениями Киплинга, аллюзии сопровождались упоминанием его имени; в 1893 году «Нью-Йорк Таймс» писала о Фрине, героине одноимённой оперы Сен-Санса:
Фрина … была подобна киплинговской … Лалун, «представительнице древнейшей профессии в мире»
Вскоре цитату стали искажать, заменяя англ. most ancient («древнейшая») на англ. oldest («старейшая»), что обозначило отделение выражения от его корней. Одновременно в конце XIX — начале XX века при употреблении выражения авторы стали опускать имя Киплинга. Уже в 1908 году идиому называли «заплесневелым парафразом … эвфемизмом, который не употребляли наши предки» — литературная аллюзия была полностью утрачена.
Определение Киплинга стало популярным и сохранилось до наших дней, в английском языке полностью вытеснив другие значения к 1970-м годам, до этого ссылки на «древнейшую профессию» обычно сопровождались в тексте прямым упоминанием проституции во избежание непонимания. Вначале эпитеты англ. ancient («древняя») и англ. oldest («старейшая») применялись одинаково часто, с 1930-х годов возник всё увеличивающийся перевес в пользу англ. oldest.

## В языках мира
В русском языке выражение популярно, но в словари не входит (кроме специальных, например, синонимов, сочетаемости слов и других), немецкие словари содержат нем. älteste Gewerbe der Welt, которое В. Мокиенко связывает с выражением из московского арго «горизонтальная профессия» через нем. dem horizontalen Gewerbe nachgehen. В немецком языке употребление выражения стилистически нейтрально (в отличие от многих других эвфемизмов, обозначающих проституцию). Схожее выражение, норв. verdens eldste yrke имеется в норвежском языке.

## Клише
Выражение превратилось в речевое клише, несущее оттенок циничного признания неизбежности проституции, но при этом предоставляющее возможности для борьбы с этим цинизмом, утверждений о современности проституции, включению её в ряд других профессий и обсуждении её связи с патриархатом. Историк Б. М. Хобсон в 1988 году написала книгу (англ. Uneasy Virtue: The Politics of Prostitution and the American Reform Tradition) с задекларированной целью «вбить осиновый кол в сердце» этого выражения.

### Использование в спорах о проституции
Идиома была задействована двумя политическими группами, по-разному относящимися к проституции:
- с 1880-х годов в Англии и затем в США образовалось радикальное движение за уничтожение проституции подобно отмене рабства. Проститутки рассматривались как униженные белые рабыни, а метафора «древнейшей профессии» — как вредная из-за подразумеваемого ею утверждения о том, что заниматься проституцией — в природе женщин. Сторонники этой точки зрения старались избегать упоминания словосочетания и даже слова «профессия» по отношению к проституции;
- для технократов и реформистов выражение Киплинга было лишь объективной оценкой ситуации, и реалистической целью было направление проституции в регулируемое русло, подобно другим профессиям.

## Вторая древнейшая профессия
Второй древнейшей профессией обычно называют журналистику, следуя традиции, заложенной Робертом Сильвестром в его романе «Вторая древнейшая профессия» (1950 год), где действие происходит в редакции вымышленной газеты, а в эпиграф вынесены слова её владельца:
… не трудись нанимать великих писателей … Мне нужны такие, которые трудятся для сегодняшнего дня и забывают завтра то, что написали сегодня… Газетное дело — не искусство, а ремесло. Это профессия почти столь же древняя, как … словом, это вторая древнейшая профессия.
В русский язык «вторая древнейшая профессия» вошла через перевод книги Сильвестра (уже в 1956 году) и самиздат: Г. П. Гунькин анонимно издал в журнале «Феникс-1966» повесть «Откровения Виктора Вельского» (была перепечатана в эмигрантском журнале «Грани», 1970, № 75), где герой повести, журналист Вельский, говорит:
Когда я поступил на работу, мой непосредственный начальник, молодой парень, неплохой, в общем-то, сказал мне:
— Вы знакомы с журналистикой? Знаете, что такое «вторая древнейшая профессия?» Это, в общем, верно…

Первая древнейшая профессия, как известно, проституция. Мы же, представители второй, были дешёвыми подзаборными умственными ***. Люди, не знающие ничего, не читающие ничего, или невинные младенцы, или прожженные циники (последних большинство), рвачи и стяжатели
Однако в дальнейшем роман Сильвестра не переиздавался до начала 1990-х годов, и выражение «вторая древнейшая профессия» не имело хождения, возможно, за исключением среды диссидентствующей творческой интеллигенции. Оно было популяризировано лишь в конце 1980-х самим журналистским сообществом. Книга В. А. Аграновского «Вторая древнейшая: Беседы о журналистике» (1999 год, переиздание ранее подпавшего под цензуру учебного пособия 1978 года «Ради единого слова») и многочисленные издания перевода книги Сильвестра после перестройки закрепили это значение в русском языке.

### В английском языке
Употребление выражения World's second oldest profession в разных значениях началось в 1930-е годы и ускорилось в 1970-х по мере закрепления безальтернативности основного значения «первой древнейшей».
В США роман Сильвестра практически не известен, и с 1950-х годов «второй древнейшей профессией» считается политика. Р. Рейган не раз говорил, что «политика, которую часто называют второй древнейшей профессией, необычайно похожа на первую». В англоязычных странах изредка так называется также шпионаж в память о еврейских агентах в том же эпизоде из Книги Иисуса Навина.

## Оскорбление
В 1994 году журналистка Л. Ю. Кислинская выдвинула иск к певцу И. Д. Кобзону в связи с его высказыванием в интервью газете «Совершенно секретно» о том, что Кислинская «пьёт, курит и совмещает две древнейшие профессии». В итоге суд отверг аргументы адвоката Кобзона о том, что древнейшими могут быть признаны многие профессии (например, профессия судьи) и согласился с адвокатом Кислинской, который заявил, что словосочетание «древнейшая профессия» обозначает только одно — проституцию: «Попробуйте заподозрить в принадлежности к „древнейшей профессии“ любую женщину, и посмотрим, что она вам ответит». Судья признал слова Кобзона несоответствующими действительности и обязал его возместить Кислинской моральный ущерб в размере полумиллиона рублей.